# Jur Vrieling
Jan Johannes Vrieling –conocido como Jur Vrieling– (Slochteren, 31 de julio de 1969) es un jinete neerlandés que compitió en la modalidad de salto ecuestre.
Participó en dos Juegos Olímpicos de Verano, obteniendo una medalla de plata en Londres 2012, en la prueba por equipos (junto con Maikel van der Vleuten, Marc Houtzager y Gerco Schröder), y el séptimo lugar en Río de Janeiro 2016, en la misma prueba.
Ganó dos medallas en el Campeonato Mundial de Saltos Ecuestres, oro en 2014 y plata en 2022, y una medalla de oro en el Campeonato Europeo de Saltos Ecuestres de 2015.

## Palmarés internacional
| Juegos Olímpicos   | Juegos Olímpicos      | Juegos Olímpicos | Juegos Olímpicos |
| Año                | Lugar                 | Medalla          | Categoría        |
| ------------------ | --------------------- | ---------------- | ---------------- |
| 2012               | Londres (Reino Unido) | Medalla de plata | Por equipos      |
| Campeonato Mundial |                       |                  |                  |
| Año                | Lugar                 | Medalla          | Categoría        |
| 2014               | Caen (Francia)        | Medalla de oro   | Por equipos      |
| 2022               | Herning (Dinamarca)   | Medalla de plata | Por equipos      |
| Campeonato Europeo |                       |                  |                  |
| Año                | Lugar                 | Medalla          | Categoría        |
| 2015               | Aquisgrán (Alemania)  | Medalla de oro   | Por equipos      |